# Studie nach Velázquez’ Porträt von Papst Innozenz X.
Studie nach Velázquez’ Porträt von Papst Innozenz X. ist ein Gemälde von dem Maler Francis Bacon, welches er im Jahr 1953 mit Öl auf Leinwand, in den Maßen 118 × 153 cm malte. Es hängt im Des Moines Art Center in Iowa. Es ist eines der bekanntesten Werke aus einer Serie von rund 50 Papstbildern, welche Bacon zwischen den Jahren 1946 bis 1971 schuf (siehe auch Pope II). Das Gemälde ist dem Porträt von Papst Innozenz X. aus dem Jahr 1650 von Diego Velázquez nachempfunden.

## Bildbeschreibung
Schemenhaft im Halbprofil skizziert, sitzt Papst Innozenz X. links von der Mittelachse des Bildes auf einem vergoldeten Thron. Der Zeremonienstuhl befindet sich auf einer Art Podest, welches durch grell-gelbe Linien umrissen und leicht schräg in den Bildraum gestellt ist. Gekleidet ist der geistliche Würdenträger in einem liturgischen Gewand. Er trägt ein langärmliges und über die Knie fallendes, weißes Untergewand (Soutane). Darüber ist ein dunkelvioletter Schulterkragen (Mozetta) gelegt, der bis zu den Ellbogen reicht und vorn zugeknöpft ist. Auf seinem Kopf trägt er einen violetten Camauro. Es ist die traditionelle Kleidung der Päpste bei Audienzen. Lediglich die Farbe von Kappe und Schultermantel hat Bacon vom – damals üblichen päpstlichen Rot – ins Dunkelviolett verändert.
Das kreidebleiche Gesicht des Mannes ist den Betrachtenden zugewandt, jedoch durch die schwarzen Schlieren kaum in seinen einzelnen Details zu erkennen. Es lässt sich in schwachen weißen Linien, eine Art Brille oder Zwicker identifizieren. Der weit aufgerissene Mund offenbart einen schwarzen, tiefen Schlund umzäunt von zwei Reihen weißer Zähne. Die rosafarbenen Hände des Mannes umkrampfen die Armlehnen des Stuhls, um den sich ein käfigartiges Gestänge aus hartem, grellem Gelb spannt.
Schwarze und gräulich schlierige Streifen sind senkrecht über den bräunlich durchschimmernden Hintergrund gezogen. Die Schlieren überdecken ebenfalls den Kopf und Oberkörper der Figur. Lediglich das weiße Gewand, die Hände und das gelbe Gestänge sind vollständig freigelegt. Aus dem Unterrock, welcher im Gegensatz zum Oberkörper und Kopf nicht klar ausgearbeitet ist, scheinen die gröber wirkenden schwarzen und grauen Linien strahlenförmig nach unten aus.
Bacon setzt durchgängig auf stark kontrastierende Ausdrucksfarben. Der überwiegend schwarze Hintergrund steht im markanten Gegensatz zu den Gelb- und Weißtönen. Es kann keine eindeutige Lichtführung ausgemacht werden, lediglich die hellen, grellen Farben brechen mit der absorbierenden Dunkelheit. Bacon spielt weiterhin mit einem Komplementärkontrast zwischen der violetten Kleidung und dem grellen Gelb des käfigartigen Throns.
Der Raum, der um die Figur konstruiert wird, ergibt sich durch die Hell-Dunkel-Kontraste und die geometrisch geformten Linien. Der Papst befindet sich in einer Art transparentem Käfig, der losgelöst in einem dunklen Saal zu schweben scheint.

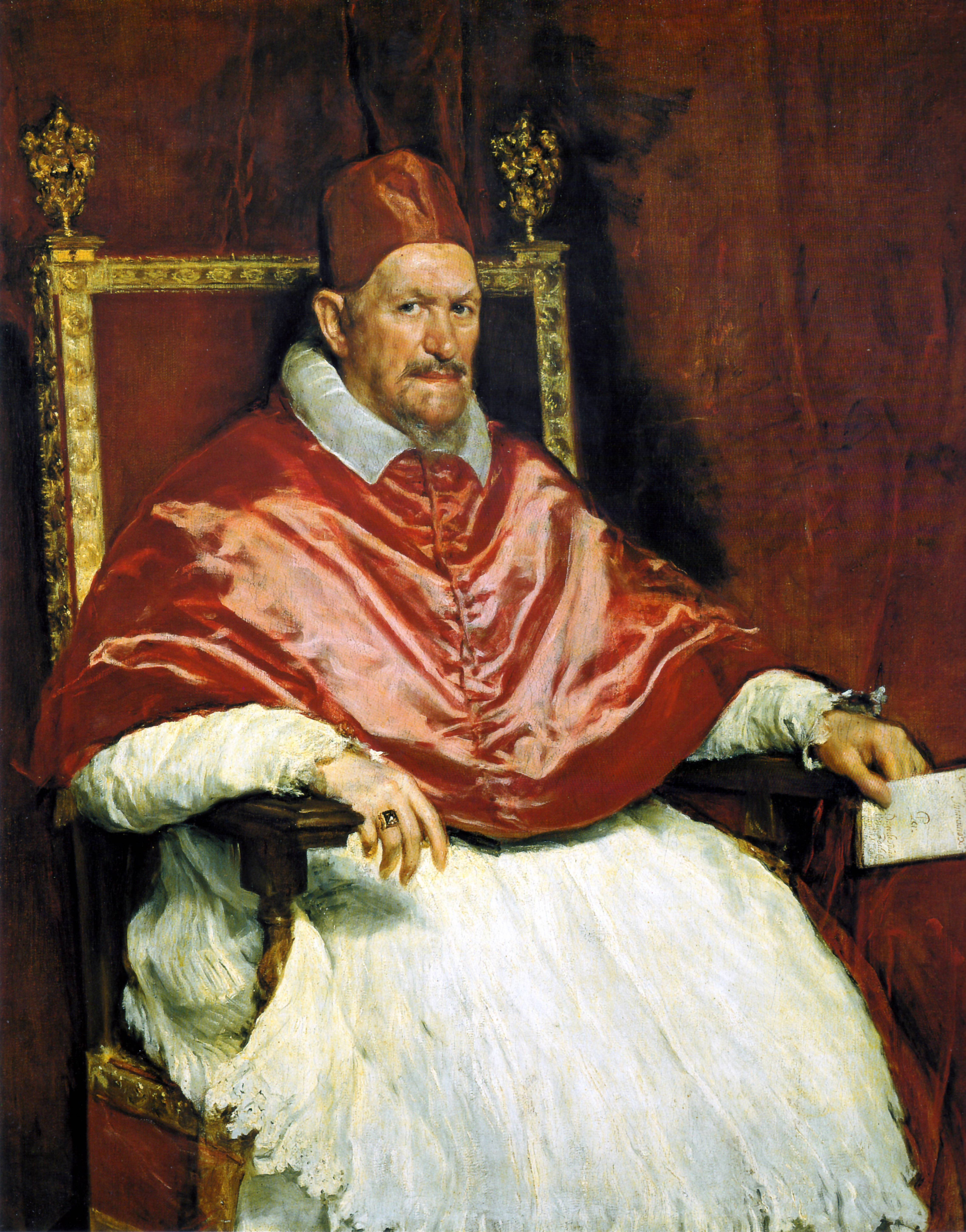
Porträt von Papst Innozenz X. von Diego Velázquez (um 1650), Öl auf Leinwand, Galleria Doria Pamphilj, Rom

## Porträt nach Diego Velázquez’ Papst Innozenz X.
Kompositorisch unverkennbar identisch angelegt, steht die dämonische Papstgestalt Bacons im farblichen und thematischen Kontrast zu Velázquez’ Papst Innozenz. In der Kunstgeschichte gibt es kaum ein anderes Beispiel einer so bedingungslosen Beschäftigung eines bedeutenden Künstlers mit dem Gemälde eines anderen bedeutenden Künstlers. Auf die Frage des Kunstkritikers David Sylvester, warum ausgerechnet dieses Gemälde Bacon als Vorlage diente, antwortete er: „Ich glaube, es sind die prachtvollen Farben“. Auch sagte er: „Weil ich glaube, dass dies eines der größten Porträts ist, die je gemacht worden sind, und ich davon geradezu besessen war. Ich kaufe jedes Buch, das die Abbildung dieses Papstes von Velázquez enthält, weil es mich einfach verfolgt und alle Arten von Gefühlen und Bereichen der Phantasie, wenn ich so sagen darf, sogar in mir freilegt.“
Es ist überliefert, dass Francis Bacon das Porträt von Velázquez nie im Original gesehen hat, obwohl er in der 1950ern eine Zeit in Rom weilte. Er konnte sich nicht dazu durchdringen, das Porträt selbst in Augenschein zu nehmen. In seinen Vorstellungen war es wahrhaftig und von vollendeter Perfektion. Stattdessen verwendete er allerlei Abbildungen aus Büchern und Fotografien als Vorlage.
Der aufgemachte Rahmen des Gemäldes als Studie spiegelt Bacons Temperament und Arbeitsweise wider: Ein unablässiges Streben nach Vollkommenheit, die mit jeder Version des Papstporträts durch Selbstzweifel und Wut über das Resultat überlagert werden. Der Kunsthistoriker Wieland Schmied bezeichnete die Auseinandersetzung mit Velázquez’ Gemälde als Bacons persönlichen Kampf. Die Spuren des Kampfes, der Hass, die Aggression und das vermeintliche Gefühl des Scheiterns seien in dem Bild sichtbar eingeschrieben.